# Павліковський Володимир Антонович
Володимир Антонович Павліковський (18 листопада 1952, м. Коломия, нині Україна — 10 березня 2021, м. Івано-Франківськ, Україна) — український композитор, аранжувальник, музичний фольклорист, рок-клавішник, музично-громадський діяч. Заслужений діяч мистецтв України (2007). Президентський стипендіат (2016).

## Життєпис
Володимир Павліковський народився 18 листопада 1952 року у місті Коломиї Коломийського району Івано-Франківської области, нині Україна
Закінчив Івано-Франківське музичне училище (1972, клас баяна). Працював директором балетної школи (студії) при Івано-Франківській обласній філармонії.
Помер 10 березня 2021 року в Івано-Франківську від COVID-19.

### Громадська діяльність
Ініціатор та організатор проєктів в Івано-Франківську — «Стрітенська свіча» (спільно з В. Писаревим), «Прикарпатська весна», фест-конкурсу «троїстих музик» та конкурсу кубістів.

## Доробок
Твори композитор виконувались у Бельгії, Канаді, Люксембурґу, Нідерландах, Польщі, США, Франції, Швейцарії та інших.

## Нагороди та відзнаки
- 18 січня 2007 року указом Президента України № 24/2021, — за значний особистий внесок у державне будівництво, зміцнення національної безпеки, соціально-економічний, науково-технічний, культурно-освітній розвиток Української держави, вагомі трудові досягнення, багаторічну сумлінну працю, — нагороджений званням «Заслужений діяч мистецтв України.[5]
- президентський стипендіат
- лауреат композиторського конкурсу в Ланцано (2012, Італія)[1].